# Разарач Дубровник
Разарач Дубровник (званични назив: Краљевски брод Дубровник) био је вођа флотиле и први модеран разарач који је изграђен за потребе Југословенске краљевске морнарице (ЈКМ). Саграђен је у шкотском бродоградилишту Yarrow Shipbuilders, у складу са специфичним захтевима ЈКРМ. Дубровник је био велики разарач, вођа флотиле, брод који је у ЈКМ требало да обавља задатке које би у другој морнарици обављале лаке крстарице. Са топовима од 140 mm, скоро 10 година је био најбоље наоружан разарач на свету.
Ушао је у службу ЈКРМ 1932. године, а краљ Александар I је њиме путовао у званичне посете околним државама користећи га како би демонстрирао југословенску војну моћ Краљевини Италији с којом је Краљевина Југославија била у константном сукобу. Остао је упамћен по томе што је управо њиме краљ Александар I у октобру 1934. отпловио за Марсељ где је убијен. Ковчег с краљевим телом је Дубровник пренео у Југославију. Разарач Дубровник је током Априлског рата 1941. био командни брод 1. Торпедне дивизије, дислоциране у Бококоторском заливу. Било је планова да Дубровник и остали ратни бродови исплове из залива и упуте се ка Савезницима, али до остварења ових планова није дошло. Брод, и остатак југословенске флоте, су заробили Италијани 17. априла 1941. у Боки Которској.
Италијани су преименовали разарач у Премуда и након извршене реконструкције ушао је у оперативну употребу италијанске Regia Marina. Разарач је активно коришћен у операцијама у Средоземљу. Служио је као пратња конвојима који су путовали за Северну Африку, те за превоз трупа за и из Северне Африке. Учествовао је и у офанзивним операцијама и нападима на британске конвоје и Малту. Услед интензивног коришћења и неодржавања разарач јула 1943. доживљава тешко оштећење погонских машина те је отегљен у Ђенову на ремонт. Након капитулације Италије, у септембру 1943. брод, који је био у процесу ремонта и пренаоружавња, преузели су Немци. Премуда (бивши Дубровник) је био најважнији и најефективнији италијански брод-ратни плен Другог светског рата.
Немци су брод преименовали у ТА32 и извршили додатне реконструкције и преправке - монтирали су радаре и ново артиљеријско наоружање, претворивши разарач у радарски брод за ноћно навођење авиона и противавионски брод. ТА32 је учествовао у немачким нападима на савезничке снаге на копну, али и на мору те је коришћен за полагање мина. Приликом немачког повлачења из Ђенове у априлу 1945. године, разарач ТА32 је потопљен од стране сопствене посаде како не би пао у руке Савезницима.
Након рата олупина бившег разарача Дубровник је извађена с дна ђеновљансе луке и изрезана у старо гвожђе.

## Развој пројекта
Након Првог светског рата, новонастала држава, Краљевина Срба, Хрвата и Словенаца, није добила ни један већи ратни брод бивше аустроугарске ратне морнарице. Краљевина СХС, наследница Краљевине Србије која је била победница у рату, од ратних бродова бивше аустроугарске ратне морнарице добила је само 12 торпиљерки које су 20-их година 20. века биле модерни бродови, али временом постаће дотрајали; 8 торпиљерки класе 250 ( до 1941. у употреби ће остати 6 торпиљерки ) и 4 торпиљерке класе Кајман (у периоду 1928-1930. године све 4 торпиљерке ове класе биће разрезане и исписане из флотне листе) и једну стару оклопњачу SMS Kronprinz Erzherzog Rudolf која ће у морнарици Краљевине СХС добити назив Кумбор (услед старости и неупотребљивости биће расходована и разрезана 1922. године). Краљевина Југославија морала је да ни из чега изгради своју ратну морнарицу.
Министарство војске и морнарице и команда морнарице одабрали су концепт мале и ефикасне ударне снаге која би могла да одбрани југословенску обалу. За југословенску морнарицу и Јадранско море није требало набављати, за југословенску економију, прескупе бојне бродове и тешке крстарице, већ је флота требало да буде састављена од извесног броја брзих разарача, подморница, торпиљера и хидроавиона који су идеални за Јадран и који би могли да образују брзу и ефикасну ударну снагу.
Први већи ратни брод који се нашао у саставу ЈКРМ била је лака крстарице Далмација (бивша Niobe), купљена од Немачке 1925. године. Крстарица Далмација је постала командни брод флоте и претежно се користила за обуку морнара. Следеће јединице које су ушле у флоту ЈКМ биле су две подморнице класе Храбри (изграђене у Великој Британији 1927. године) и две подморнице класе Осветник (изграђене у Француској 1928-1929. године). Године 1930. у састав ЈКРМ ушао је носач хидроавиона Змај, набављен у Немачкој.

### Нова јединица
Флотни програм из 1928. године био је веома важан за ЈКМ, јер је предвиђао ванредни кредит за додатно опремање и наоружавање Краљевске морнарице. Између осталог, у пројекту је предвиђено набављање једног великог разарача, тј. вође флотиле. Услове које је поставила команда југословенске морнарице задовољавали су француски пројекти великих разарача које су Французи звали контра-торпиљери (contre-torpilleur), будући да су Французи као основу својих разарача користили и градили управо велике разараче (вође флотила) какав је требало да буде и југословенски разарач. Проблем је био то што је југословенска страна захтевала да се за калибар главне бродске артиљерије уграде Шкодини бродски топови 140 mm, будући да је Краљевина Југославија била чланица Мале Антанте, а Шкодини топови су већ увелико били у саставу југословенске копнене војске и важили су за топове одличних способности и квалитета, што ће се и показати касније, у Другом светском рату. Француска страна је одбила југословенски захтев за монтирање Шкодиних топова 140mm и понудила свој топ, Шнајдер 138,6 mm М1924. Југословенска страна је остала при првобитном захтеву за уграђивање Шкодиних топова 140 mm.
Потом се југословенска страна заинтересовала за понуде две компаније из Велике Британије - компаније Семјуел Уајт (Samuel White) и компаније Јароу Шипбилдерс (Yarrow Shipbuilders) из Глазгова.
Пројекат компаније Уајт предвиђао је велики разарач депласмана 2.140 t, наоружан са 7 топова калибра 120 mm, 4 ПА топа 40 mm, два троцевна торпедна апарата, максималне брзине брода око 37 чворова, три котла би била смештена сваки у свом простору, а димоводи би се спајали у један димњак. По југословенској оцени, брод овог пројекта је био врло високе цене и са слабим наоружањем, тако да је југословенски избор ишао у корист компаније Јароу. По овом пројекту компаније Уајт, касније ће за пољску морнарицу бити изграђена два разарача класе Гром који ће се у Другом светском рату показати као одлични бродови.
Оно што је било кључно у избору бродоградилишта, а што је допринело победи компаније Јароу, поред солидне цене брода, била је спремност бродоградилишта Јароу да монтира Шкодине топове 140 mm, под условом да топове допреми наручилац.
Компанија Јароу је у периоду од десет година (1924–1934) имала само две државне поруџбине и била је у тешкој ситуацији, па је, сходно томе, морала да се окрене страном тржишту. Поред тога што би изградила брод за ЈКРМ, компанија Јароу би на њему испробала и представила неке техничке иновације које би се први пут јавиле у свету и уз чију помоћ би могла да придобије пажњу команде британске морнарице. Због овога, југословенски разарач Дубровник био је практично прототип за изградњу нове класе великих британских разарача, класе Трајбл (Tribal).
Уговор о изградњи вође флотиле који ће се звати Дубровник потписан је у лето 1929. године.

## Дизајн и конструкција

#### РазарачДубровник
Новоградња носила је број 1585. Кобилица разарача Дубровник постављена је 10. јуна 1930. године, у бродоградилишту у Глазгову. Дубровник је поринут 11. октобра 1931. године, а његова „кума” која му је дала име била је кнегиња Олга Карађорђевић. Већ у пролеће следеће, 1932, године разарач Дубровник био је спреман за пробне вожње и генерално испитивање.
 Дужина разарача Дубровник износила је 113,2 m, ширина 10,67 m, а газ између 3,58 и 4,1 m. Стандардни депласман брода износио је 1.910 t, а пуни борбени депласман износио је 2.884 t.
Брод је по изгледу и унутрашњости био типичан британски разарач тог времена, али с неким новитетима и био је већи у односу на остале британске разараче.
Повишена прамчана палуба простирала се на око једну трећину дужине брода, а прамац је имао „клиперску” форму, која се, управо на Дубровнику, први пут јавља код британских разарача. На прамчаном надграђу налазила су се два топа главне артиљерије Шкода 140 mm, за њима следио је командни мост. Командни мост био је веома простран тако да се разарач могао користити као командни брод ескадре. На самом командном мосту налазио се даљинометар, тј. систем за управљање ватром главне артиљерије. Иза командног моста налазио се уздигнути простор котларнице, а на њему два масивна димњака. Између димњака налазила су се два двоцевна ПА топа Шкода 40 , један наспрам другог. На боковима другог димњака налазиле су се платформе с два рефлектора од 90 cm, по један рефлектор на платформи. Иза су се налазила два троцевна торпедна апарата од 533 mm, а између њих платформа на којој је стајао велики двоцевни ПА топ Шкода Шкода 83,5 mm. Иза другог троцевног торпедног апарата, налазило се крмено надграђе. На боковима крменог надргађа стајала су два једноцевна ПА топа Шкода 40 , један наспрам другог. На самом крменом надргађу налазио се резервни командни мост, а на њему даљинометар. Иза резервног командног моста, а на крменом надграђу налазио се трећи Шкодин топ 140 mm. Иза крменог надграђа био је монтиран четврти топ Шкода 140 mm, а на самој крми биле су постављене шине за полагање морских мина.
Разарач Дубровник је имао две погонске осовине које су биле погоњене од стране две парне турбине типа Парсонс. Систем котлова састојао се од три котла типа Јароу, али се сада, по први пут, ложишта котлова налазе на боковима истих, што смањује дужину котловног простора и први пут се јавља код британских разарача, а исти принцип биће коришћен и код разарача класе Трајбл. Уз сваки комплекс главних турбина типа Парсонс, ишла је по једна помоћна турбина типа Кертис снаге 900 КС. Кертис турбине биле су намењене вожњи при економској брзини од 15 чворова. Пројектована снага главног погона разарача Дубровник износила је 42.000 КС, али је приликом једне вожње снага погона достигла чак преко 48.000 КС. Пројектована максимална брзина разарача била је 37 чворова, али је приликом вожње на Јадрану, лета 1934. године, разарач Дубровник при максималном форсирању погонских машина достигао брзину од чак 40,3 чвора. Погонски комплекс разарача био је врло поуздан, те је касније, током Другог светског рата, а услед неодржавања погонског комплекса, разарач успевао да и даље плови брзином од преко 30 чворова. Капацитет горива у резервоарима износио је 590 тона мазута. Ова огромна количина горива омогућила је Дубровнику да слободно плови чак 7.000 миља (око 13.000 km) при економској брзини од 15 чворова, на погону турбина типа Кертис.

#### Наоружање
Главно офанзивно наоружање разарача Дубровник чинила су 4 једноцевна Шкодина топа калибра 140 mm и два троцевна торпедна апарата од 533 mm. Маса гранате за топове Шкода 140 mm била је 39,8 kg, брзина гранате при устима цеви износила је 900 m/s, а кинетичка енергија гранате при устима цеви била је 16.119.000 J. Домет гранате био је 23.400 m. Иако импресивни и велике ватрене моћи, ови топови имали су велики проблем. При елевацији већој од 15 степени, није било могуће поновно пуњење топа, па се исти морао враћати у нулти положај ради пуњења. Овај процес, уз велику масу граната, временом је замарао послуге топова те је брзина испаљених граната у минути, с почетне од 5-6 граната по минути, услед заморености послуга опадала. Још један проблем био је то што су постојала само два лифта за дотур муниције (један на прамчаном делу и један на крменом делу), тако да је дотур муниције до једног прамчаног/крменог топа био лак, али до другог се морао обављати ручно.

Дубровник je на себи носио два троцевна торпедна апарата, а од торпеда је користио британска торпеда Мк IX 533 mm, домета 9.600 m при брзини од 36 чворова, тј. домета 12.350 m при брзини од 30 чворова. Југославија, будући да је у то време била погођена економском кризом, купује најнужнији број торпеда, свега 6 торпеда што је било довољно за само једну торпедну салву (плотун).
Противавионска артиљерија разарача Дубровник била је опремљена уређајима за прислушкивање за ноћна гађања IWAC, фирме Хаземајер. Гранате за Шкодин ПА топ 83,5 mm биле су масе 10 kg, домета 17.000 m, ефикасног вертикалног домета 11.000 m. Шест топова Шкода 40 mm чинили су блиску ПВО. Брзина гађања из ових топова била је 40 граната у минути, а маса гранате била је 0,95 kg. И ПА топови 40 mm и ПА топови 83,5 mm били су полуаутоматски. Током зиме 1939/1940. године, разарач Дубровник је на крилима командног моста добио два чешка митраљеза Збројовка М38 15 mm (по један на сваком крилу).
За противподморничко ратовање Дубровник је имао четири бацача дубинских бомби и два клизача за дубинске бомбе, по 6 бомби на сваком клизачу. На крменој палуби је имао постављене шине за 40 морских мина.
Систем за управљање ватром главне бродске артиљерије 140 mm био је холандске производње. Састојао се од механичког рачунара елемената гађања и даљиномера за централно нишањење и опаљење, које је могло бити ручно или аутоматски, помоћу жироскопа. Оптички даљинометар, базе 4 , био је производње Карл Цајс. Овај систем сматран је врло савременим, врло поузданим и ефикасним. С друге стране, систем за управљање ватром за ПА топове 83,5 mm, такође холандске производње, с рачунаром и Карл Цајс оптичким даљинометром, базе 4 , био је врло комплексан и захтеван. За његово опслуживање било је потребно чак 14 људи, а за разлику од система за управљање ватром главне артиљерија, овај систем био је лош и непоуздан, тако да је посада морала да нишани ручно.
Највећи проблем с разарачем Дубровник био је његов стабилитет. Иако су Британци били познати по изградњи стабилних бродова, Дубровник, услед специфичних југословенских захтева и врло високе повишене прамчане палубе није био те среће. Током пробних вожњи по Атлантику, Британци су увидели овај велики проблем и покушали да га отклоне уграђивањем 40 t гвозденог баласта. Овим је проблем делимично отклоњен. На срећу, Средоземно море и Јадран, захваљујући својим климатским условима, а за разлику од Атлантика, допуштали су овакав мањак стабилитета.
Оригинални југословенски захтеви за наоружање разарача Дубровник били су 5 топова Шкода 140 mm и лансирна рампа са хидроавионом која би била смештена између торпедних апарата. У то време није било уобичајено да разарачи имају лансирне рампе са хидроавионима, само су их крстарице и бојни бродови имали. Једини изузетак били су холандски разарачи класе Адмирален који су имали лансирну рампу и хидроавион. Услед великог проблема са стабилитетом, одустало се од монтирања петог топа 140 mm и лансирне рампе за хидроавион. Касније ће у Тиватском Арсеналу у Краљевини Југославији на месту где је требало да буде постављена лансирна рампа за хидроавион бити монтиран двоцевни Шкодин ПА топ 83,5 mm.
Посаду брода чинило је 240 људи - 20 официра и 220 морнара. Кабине за официре и подофицире биле су смештене у крменом делу, а простор за морнаре у прамчаном делу.

### Неостварени планови
Пре, а и након изградње разарача Дубровник, јавила се идеја за изградњом више од једне јединице. Командант ЈКМ, адмирал Виктор Викерхаузер, у свом меморандуму из марта 1931. године, између осталог, захтева изградњу чак 6 великих разарача класе Дубровник. Његов наследник на положају команданта ЈКМ, вицеадмирал Никола Станковић, говори британском војном аташеу да би за потребе евентуалног рата Краљевине Југославије с Италијом, морнарица, између осталог, морала да има 6 разарача класе Дубровник.
Када је Италија почела да пожурује почетак међународне конференције о разоружавању у Женеви, заказану за фебруар 1932. године, адмирал Викерхаузер је у журби, у опширном реферату, обавестио министра војске и морнарице, армијског генерала Драгомира Стојановића, о потреби да се што пре почне с изградњом нових разарача класе Дубровник, јер је било скоро сигурно да ће од 15. новембра 1931. године почети једногодишња пауза у изградњи ратних бродова. Адмирал је захтевао да се, између осталог, хитно отпочне изградња још два разарача класе Дубровник како би се Југославија могла позвати на чињеницу да већ има ратне бродове у изградњи и да они не могу ући у сферу паузирања. Услед светске економске кризе која је почела да захвата и Југославију и намери Владе Краљевине Југославије да у 1932. години приђе максималној штедњи буџета, иста није хтела да донесе исхитрену одлуку.
Током 1932. године, Команда морнарице позвала је британске фирме да се размотри изградња још два велика разарача класе Дубровник у домаћем бродоградилишту у Краљевици чију је већину акција откупила компанија Јароу 1930. године, тако да је бродоградилиште имало добро залеђе. Поред преговора о изградњи још два велика разарача класе Дубровник, југословенска страна је водила преговоре и о изградњи 6 торпиљера у бродоградилишту у Југославији.
Међутим, услед светске економске кризе, изградња два велика разарача класе Дубровник и 6 торпиљера у Краљевици није била реализована.

## Каријера

### Служба у Југословенској краљевској морнарици
Дана 29. фебруара 1932. године, за првог команданта разарача Дубровник постављен је капетан бојног брода (потоњи контраадмирал) Армин Павић, који је ту дужност примио 19. маја исте године. Након пробних вожњи, на којима је показао одличне резултате, разарач Дубровник је 14. маја 1932. године званично преузет и уписан у флотну листу ЈКРМ. Након тога, отпловио је у Холандију како би тамо на њега био уграђен систем за контролу паљбе. Разарач Дубровник је 14. јула упловио у Боку Которску где га је дочекао окупљени народ. Лист Политика 15. јула, поводом овог догађаја, пренео је:
```
→
„
Наш разарач 
Дубровник
 стигао је у Боку
 
Још пре седам часова на хоризонту пред уласком у Бокељски залив појавио се наш ратни брод, разарач 
Дубровник
. Појава 
Дубровника
 алармирала је читаво грађанство, које се са великом радошћу журило по терасама и обали да заузме што лепша места, одакле ће посматрати долазак брода. Адмирал г. Марјан Полић са начелником штаба, г. Вркљаном и осталим официрима дочекао је 
Дубровник
 на самом улазу у залив. Долазак брода поздрављен са свију страна пуцањем из прангија, звоњењем звона и френетичким аплаузом сакупљеног становништва, које је непрекидно клицало и поздрављало. Брод је пловио уз саму обалу од Херцег Новог кроз цео залив до Рисна и Котора. Како при уласку тако свуда редом, како је стизао дубље у залив, брод је био поздрављен од сакупљеног народа. Клицању није било краја. Поред саме обале морнари и војници такође су одушевљено поздрављали. Пошто је тријумфално прошао кроз Боку, 
Дубровник
 је морао пристати на Тиватском пристаништу. Ради његовог доласка ту је била сакупљена маса света, која је с нестрпљењем очекивала. Тачно у 10.10 
Дубровник
 опет најбурније поздрављен, пристао у Тиватску луку.
”
[
тражи се извор
]
```

Крајем септембра и почетком октобра 1933. године, краљ Александар I и краљица Марија ће разарачем Дубровник пловити у званичне посете Румунији, Бугарској, Турској и Грчкој. Разарач Дубровник стигао је у Констанцу, где је командант разарача, капетан бојног брода Павић, преко југословенског посланика у Букурешту, ставио брод на располагање Маршалу двора, дивизијском генералу Александру Димитријевићу. У дочек разарачу Дубровник пристигли су румунски разарач Регеле Фердинанд и једна топовњача. Краљ Александар I и краљица Марија ће заједно с румунским краљем Каролом II учествовати у откривању споменика румунском краљу Каролу I и у Меџидији положити венац на споменик палим српским добровољцима на фронту у Добруџи. Након тога, враћајући се назад, краљевски пар ће разарачем Дубровником из луке Балчик отпловити у Варну где ће посетити бугарског краља Бориса III у дворцу Евксиноград, а при њиховом одласку, бугарски краљ Борис III и његова супруга удостојиће разарач Дубровник својим присуством. Истог дана, предвече, краљ и краљица са свитом напуштају Варну и разарачем Дубровник плове за Цариград где ће бити одржана званична посета југословенског краља Турској.
Разарач Дубровник је ујутру, 4. октобра допловио у Цариград, где је при дочеку у знак поздрава испалио 21 топовски хитац, потом је направио круг и стао испред палате Долмабахче. Након тога краљ Александар I је напустио палубу разарача и ступио на цариградско тле где га је дочекао турски председник Кемал-паша Ататурк. Потом су сви скупа отишли у палату Долмабахче. Након тога краљ и председник Турске су се укрцали на јахту и отпловили на разарач Дубровник где је била приређена закуска и где је председник Кемал-паша Ататурк поздравио краљицу Марију која је била остала на броду. Након поноћи, сада већ 5. октобра, разарач Дубровник с краљевским паром напушта Цариград у пратњи два турска разарача пролази кроз Дарданеле и улази у Егејско море.
Дубровник је до Крфа стигао 7. октобра. Разарач се зауставио на месту где се налазила Плава гробница и на палуби брода одржан је помен палим српским војницима. Затим, с Дубровника испаљено је 11 топовских хитаца у част војницима који почивају на дну мора. Након тога, краљ и краљица су с палубе брода у море бацили букете цвећа. Краљ и краљица су потом посетили острво Видо где су положили ловоров венац на гробље српских војника; на венцу је писало „Александар и Марија”. Затим су се краљ и краљица вратили на разарач Дубровник с кога су касније, моторним чамцем, посетили острво Крф. Разарач Дубровник је у 16 часова, истог дана, с краљевским паром напустио крфску луку и упутио се ка Боки Которској.
Следећег дана, 8. октобра, разарач Дубровник се појавио пред Тивтом. У част повратка краља и краљица, с ратних бродова испаљен 21 топовски хитац, с разарача Дубровник, у знак отпоздрава, такође је испаљен 21 топовски хитац. Након тога, одржана је поморска војна парада у којој су учествовали крстарица Далмација, подморнице, торпиљерке и поморско ваздухопловство.
Крајем 1933. године, капетан бојног брода Армин Павић је прекомандован, а нови командант разарача Дубровник постаје капетан фрегате (потоњи капетан бојног брода) Владимир Шашкијевић. Капетан Шашкијевић остаће на положају команданта разарача све док брод нису заробили Италијани у Другом светском рату. Током Другог светског рата, капетан Шашкијевић ће бити у ЈВуО, а касније ће успети да се пребаци на Малту и поново буде у саставу ЈКРМ.
Разарач Дубровник ће опет бити ангажован у превозу краља Александра I, овог пута у Француску. Дубровник је био усидрен у луци Зеленика, где се на њега укрцао краљ Александра I 6. октобра 1934. године. Истог дана разарач је с краљем отпловио пут Француске, у Марсељ, док је краљица Марија путовала одвојено, возом. Разарач Дубровник у Марсељ стигао је 9. октобра. У близини Марсеља у дочек југословенском разарачу пристигла је дивизија француских великих разарача (контра-торпиљера) какав је био и сам Дубровник. Француска дивизија контра-торпиљера састојала се од контра-торпиљера Вокелан, Шевалије Пол, Жерфо, Форбан, Тромб и Мистрал. У марсељској луци разарач Дубровник поздравиле су француске тешке крстарице Колбер и Фош. Изнад разарача прелетали су француски авиони, а у самом Марсељу било је окупљено мноштво народа. Француски министар морнарице Пјетри у моторном чамцу прилази разарачу и укрцава се на њега. На палуби разарача Дубровник нашли су се краљ Александар I у свечаној адмиралској униформи, француски министар морнарице Пјетри, дивизијски генерал Александар Димитријеви и министар иностраних дела Богољуб Јевтић. Министар Пјетри замолио је југословенског краља да ступи на француско тле. Потом се краљ с палубе разарача спустио на моторни чамац и њиме отпловио до пристаништа. У самом Марсељу краља су дочекали француски министар иностраних дела Луј Барту, југословенски велепосланик у Француској Мирослав Спалајковић и француски армијски генерал Жозеф Жорж.
Неколико тренутака након што су краљ, министар Барту и генерал Жорж сели у аутомобил и кренули до полицијске станице где је требало да се одвију први разговори краља с министром Бартуом, на краља Александра I извршен је атентат. У свеопштем расулу које је настало, рањен је министар Барту који је услед немара лекара, такође преминуо. Генерал Жорж је тешко рањен, али је након вишесатне операције преживео. 

Следећег дана, ковчег с телом покојног краља укрцан је уз војне почасти на палубу разарача Дубровник. Ковчег је био смештен у куполи крменог топа Шкода 140 mm. При изласку из марсељске луке, пратњу разарачу Дубровник чинили су француске тешке крстарице Дукен и Колбер и француски велики разарачи Вотур и Жерфо. Како не би дошло до даљег рушења, већ уздрманих односа с Краљевином Италијом, одлучено је да се допусти италијанској морнарици да чини пратњу разарачу Дубровник у италијанским водама. Тако су једна италијанска крстарица и дивизија италијанских разарача чинили пратњу југословенском разарачу док је пролазио кроз италијанске воде.
Разарач Дубровник је 14. октобра стигао у Сплит. У самом Сплиту био је окупљено више хиљада људи, а на доку, поред брода била је организована поворка у част покојног краља. Ковчег с краљевим телом из куполе изнели су морнарички официри предвођени командантом разарача Дубровник, капетаном бојног брода Владимиром Шашкијевићем. Морнарички официри су с палубе брода спустили ковчег на сплитско тле, где је одржан помен убијеном краљу. Потом је ковчег с телом мртвог краља путовао по земљи док није стигао у Београд, где се 18. октобра одржала краљева сахрана.
Током каснијих година, разарач Дубровник је остао најмоћнији ратни брод у ЈКМ.
У септембру 1936. године разарач Дубровник спремао се да у поподневним часовима исплови из луке Шибеник. Иако је дан био леп, дувао је јак ветар. До разарача налазио се чамац са 6 морнара и једним подофициром, а сам разарач био је ланцем везан за плутачу. Командант је наредио да се одреши ланац са плутаче, а посада је то брзо обавила. Чим је брод био слободан за покрет, јак ветар почео је да заноси високи прамац. Како би усмерио разарач ка излазу из луке, командант је започео маневар машинама, притом, не обраћајући пажњу шта се дешава с чамцем. Чамац је требало да дође до разарача како би се морнари укрцали на брод. Тај посао био је у надлежности помоћника команданта. Иако се редовно обављао без проблема, овог пута то није био случај. Командант се налазио на супротној страни командног моста и наредио је ход једне машине „крмом”. Чамац се изненада преврнуо и сва седморица морнара била су у води, а јака морска струја носила их је право у вихоре пропелера. У једном тренутку неко је повикао „Човек у мору!”, а за њим и остали који су то видели. Командант, неверујући, отрчао је на другу страну командног моста и наредио заустављање обе машине. Командант и посада, укочено и немо су гледали у правцу воде, пребројавајући морнаре које виде на површини воде. У том тренутку видели су само двојицу морнара. Јака морска струја одвукла је остале морнаре испод крме брода. На срећу, због искључивања погонских машина на време, сва седморица морнара успела су да испливају и не буду увучени у вихоре пропелера који би их самлели.
ЈКРМ имала је обичај да често шаље своје јединице у велика и дуга крстарења по Средоземљу, у посете савезничким лукама, како би се посаде бродова навикле на дуга путовања, непознате воде и увежбавали навигацију, тј. како би се навикли на услове у рату, где брод више недеља не посећује матичне луке већ је на задатку и крстари непознатим водама.
Током августа и септембра 1937. године предузето је једно велико крстарење једног дела ескадре ЈКРМ али и поморског ваздухопловства Средоземним морем. Јединице које су узеле учешће у овом крстарењу биле су: разарач Дубровник, подморнице Храбри и Смели, носач хидроавиона Змај, помоћни брод Спасилац и 3 хидроавиона. На разарачу Дубровник био је укрцан командант ове ескадре, капетан бојног брода Армин Павић, некадашњи командант разарача Дубровник.
Разарач Дубровник је с командантом ескадре, Павићем, требало да посети Цариград, а носач хидроавиона Змај и подморнице Храбри и Смели требало је да посете острво Крит. Потом би сви бродови требало да се споје у луци Пиреј, а хидроавиони би по плану летели директно у Пиреј. Помоћни брод Спасилац је требало да буде на краћем крстарењу по Јонском мору где би посетио луку Аргостоли на острву Кефалонија и ту био, да би се у случају потребе нашао хидроавионима који ће из Боке Которске вршити прелет ка Пиреју.
Разарач Дубровник је након тродневне пловидбе дошао у Цариград и тамо се задржао четири дана, током која су посада разарача и командант ескадре имали више званичних сусрета с турским представницима. Потом се упутио ка луци Пиреј. Дубровник се испред луке Пиреј сусрео с осталим бродовима који су били део овог крстарења, подморницама Храбри и Смели и носачем хидроавиона Змај. Потом су сви бродови заједно упловили у луку Пиреј. Носач хидроавиона Змај и подморнице Храбри и Смели су на крстарење кренули 24. августа 1937. године. Након два дана стигли су на север Крита, где су боравили три дана. Након тога упутили су се ка Пиреју, где су се испред луке сусрели с разарачем Дубровник који је допловио из Цариграда.

Након што су бродови упловили у луку Пиреј уследиле су бројне свечаности приликом дочека југословенских ратних бродова. Следећег дана су у оближњу хидро-базу долетели југословенски хидроавиони. Ескадра се у Пиреју задржала више дана. Југословенски морнари искористили су прилику и обишли су знаменитости главног града Краљевине Грчке - Атине, грчки поморски Арсенал, оклопни крсташ Авероф (највећи грчки ратни брод), а посебна част била им је указана када се приликом ручка у хотелу „Сисил” појавио и грчки премијер Јоанис Метаксас.
Подморнице Храбри и Смели напустиле су луку Пиреј 4. септембра, а сутрадан су исту напустили и разарач Дубровник и носач хидроавиона Змај. Током повратка у Боку, 7. септембра разарач Дубровник се зауставио над Плавом гробницом како би морнари, бацањем венца у море, одали почаст српским војницима који ту леже.
Следеће, 1938. године, команда морнарице одлучила је да се више не одржавају велика крстарења по Средоземљу, већ да се посаде интензивно увежбавају на просторима Јадранског мора.
Током 1936. године у Француској, у Нанту, почела је изградња нове класе разарача, класе Београд. Први разарач градио се у Нанту, а друга два у Сплиту. Ова три разарача из класе Београд (разарачи Београд, Загреб и Љубљана) су заједно с великим разарачем Дубровник сачињавали 1. Торпедну дивизију, чији је командни брод био управо велики разарач Дубровник.
Такође, у сарадњи с Французима, у Сплиту 1939. године почела је изградња новог вође флотиле, великог разарача Сплит. Разарач Сплит је био већи и јачи у односу на разарач Дубровник и требало је да замени Дубровника на месту командног брода 1. Торпедне дивизије.

##### Априлски рат
Након војног пуча 27. марта 1941. године, Адолф Хитлер одлучује да силе Осовине морају немилосрдно напасти и сломити Краљевину Југославију.
Командант Краљевске морнарице био је контраадмирал Јулијан Лутерити, а командант Ратне флоте контраадмирал Емил Домаинко.
Тада се у флоти јављају прве назнаке ратне опасности и могућег преласка у стање узбуне - спроводи се попуњавање бродова залихама и муницијом. Такође, почиње мобилизација и бродови се попуњавају по ратном распореду. Дана 30. марта у Комадну Морнарице у Земуну стиже обавештење из Штаба Обалске Команде из Сплита да Немци и Италијани повлаче своје држављане који живе на југословенској обали. Истог дана, из команде Ратне Морнарице, команданту Флоте стигле су инструкције (детаљи инструкција нису познати, али се зна да се у крајњем случају предвиђало потапање бродова). Дана 3. априла стигло је наређење да се бродови пребаце у Которски залив. Следећег дана, 4. априла, стиже упозорење да, према енглеском обавештајцу, Немци намеравају да нападну Београд 6. априла изјутра. Дана 5. априла из команде Ратне Морнарице стиже упозорење да је следећег дана ујутру могућ напад. Посаде бродова маскирају исте уз обалу; разарач Дубровник био је у Котору, разарачи Београд и Загреб код Доброте, а разарач Љубљана се налазио на поправци у Тиватском Арсеналу након што је потонуо у катастрофи од 24. јануара 1940. године.
Рат је почео 6. априла 1941. године. Огроман број италијанских бомбардера, 3-4 ескадриле, надлећу Боку Которску и врше бомбардовање Тивта, Ђеновића и Зеленике, као и бродова. Истог дана, у поподневним часовима италијански бомбардери поново нападају Боку Которску, и обрушавају се на ратне бродове и Кумбор. Ратни бродови и обалска ПВО отварају неконтролисану ватру на италијанске бомбардере, успевају да оборе 4 италијанска авиона тог дана. Разарачи из састава 1. Торпедне дивизије се померају с почетних положаја и током дана и ноћи врше честа померања с једног положаја на други. Следећег дана, 7. априла, италијански бомбардери поново нападају Боку Которску; бомбардери нападају крстарицу Далмацију, али без успеха. Млађи официри захтевају од претпостављене команде да разарачи исплове на подручје Бари-Драч ради пресецања италијанских комуникација и пресретања италијанских конвоја, али јединице флоте и даље остају неактивне. До 8. априла сви разарачи били су везани код острва Страдиоти.
Дана 9. априла стиже наређење да се на бродовима припреме навигационе карте, допуне танкови с горивом, торпеда напуне ваздухом и наместе упаљачи на дубинским бомбама. Две подморнице, Небојша и Смели тог дана испловљавају из Боке ка подручју Бари-Бриндизи-Драч с циљем пресретања италијанских комуникација. Претходно дато наређење осталим бродовима флоте, истог дана увече, је опозвано. Током наредних дана наређења конфузно пристижу и опозивају се.
У то време, Врховна Команда тражила је једну подморницу и разарач Дубровник да се спреме за извршавање специјалног задатка (вероватно евакуација једног дела војног и државног врха).
На фронту, 10. априла, целокупна 1. Група армија доживљава колапс, када су целокупан штаб и команда групе армија, али и самих армија у њој заробљени од стране усташа, а Загреб пада; проглашена је Независна Држава Хрватска (НДХ). Након што се у Шибенику прочуло за проглашење НДХ дошло је до потпуног расула; многи морнари хрватске националности су дезертирали, неки од њих су се одмах ставили на располагање НДХ, а неки су отишли кућама забринути за своје породице. У официрској мензи у Тивту, командант разарача Загреб, капетан бојног брода Никола Кризомали, говори како је рат завршен и како се Југославија распала услед проглашења НДХ. На ово му поручник бојног брода Милан Спасић узвраћа речима да се за такве изјаве током рата иде на стрељање.
Од 11. априла се у штабу Флоте разматра могућност за испловљавање и повлачење ка некој од Савезничких лука у Средоземном мору, попут Крфа, Крита или Александрије. Али за испловљавање флоте није било одлучности у самом Штабу Флоте, нити код команданата бродова. Током наредних дана, услед пропаганде радио станице „Загреб”, мноштво морнара хрватске и словеначке националности напушта бродове и дезертира.
Италијански бомбардери поново нападају Боку 13. априла. Разарачи Дубровник, Загреб и Београд избегавају бомбе вожњом цик-цак и испуштају димну завесу, потом се окрећу ка Рисну. Следећег дана, 14. априла, стиже наређење да се разарачи привежу уз обалу и замаскирају. Истог дана се из мисије враћају подморнице Небојша и Смели с извештајем да нису оствариле контакт с непријатељем. Разарач Дубровник био је на сидру близу оства Страдиоти, разарач Београд код старе циглане у Кртолима, а разарач Загреб у ували Свето Тројство, тако чинећи „противавионски троугао”.
15. априла од новог начелника Штаба Врховне Команде, армијског генерала Данила Калафатовића, стиже вест да се воде преговори о примирју те да се на Немце и Италијане не отвара ватра. Истог дана, председник Владе, армијски генерал Душан Симовић шаље поруку команданту Ратне Морнарице, контраадмиралу Лутеротију, да се ратни бродови сместа припреме за испловљавање и да што пре исплове и да се прикључе Савезницима. Команданти бродова одлазе на консултације у Штабу Флоте где им је саопштено да нема ни говора о испловљавању или потапању бродова, али да команданти заједно са својим посадама могу да одлуче каква ће бити судбина јединице на којој они служе.
16. априла генерал Симовић из Атине, преко шифроване депеше, понавља претходно наређење да бродови сместа исплове.
Од стране млађих официра било је покушаја да се команданти разарача Загреб и Београд, Никола Кризомали и Михаило Лепетић смене и на њихова места поставе команданти који би својим ауторитетом нагнали посаде бродова да исплове.
Увече, 16. априла, подморница Небојша је на своју руку испловила и упутила се ка Александрији. Потом, 17. априла, рано ујутру, моторни торпедни чамци Кајмакчалан и Дурмитор такође су испловили пут Александрије. Поручници бојног брода Милан Спасић и Сергеј Машера, након неуспелог сакупљања морнара како би разарачи испловили, разнели су разарач Загреб, притом, свесно жртвујући своје животе. Италијани су потом, истог дана, ушли у Боку и заробили све југословенске ратне бродове који су се ту нашли.
На разарачу Дубровник се 25. априла завијорила италијанска поморска застава, а разарач је преименован у Премуда, по острву Премуда у чијој су близини италијански торпедни чамци 1918. године успели да потопе аустроугарски бојни брод Сент Иштван.

### Служба уРеђиа Марина
21. маја 1941. године, разарачи Премуда и Себенико (преименовани разарач Београд) су у пратњи једног италијанског торпиљера отпловили из Боке Которске за италијанску луку Бриндизи. У Бриндизију је разарач Премуда ремонтован и извршене су одређене реконструкције, сходно потребама италијанске морнарице (Regia Marine).
Топови Шкода 140 mm и торпедни апарати су остављени на својим местима, на месту двоцевног топа Шкода 83,5 mm је требало да буде монтирана италијанска хаубица 120 mm, али се услед проблематичног стабилитета самог брода одустало од тога и монтиран је двоцевни ПА топ 37 mm. Шест Шкодиних ПА топова 40 mm је демонтирано, а на њихова места монтирано је 6 италијанска ПА топа 20 mm Бреда (два између димњака, два на прамчаном надграђу код другог прамчаног топа 140 mm и два на крменом надграђу). Врхови димњака су скраћени како би на врхове истих могле бити монтиране „капице”. Резервни командни мост на крменом надграђу је одрезан, а на његово место монтиран је систем за управљање противавионском ватром. Митраљези Збројовка 15 mm су остављени на крилима командног моста. Иза командног моста уграђена је једна платформа која се спајала с крилима истог тако да је посада могла да кружи око самог командног моста.
Ове реконструкције и ремонт трајали су све до почетка 1942. године. Посада разарача Премуда бројала је 204 члана (13 официра и 191 морнар).
Разарач Премуда у службу Италијанске краљевске ратне морнарице, ушао је у јануару 1942. године, а од почетка фебруара исте године почело је његово активно коришћење у поморским мисијама.
Разарач Премуда ушао је у састав 10. Ескадре (Флотиле/Дивизије) разарача. Од 5. до 15. фебруара разарач Премуда учествује у пратњи конвоја са Сицилије до Триполија и од Триполија назад до Сицилије. Разарач Премуда и један торпиљер 5. фебруара испловљавају из луке Палермо на Сицилији и чине пратњу једном танкеру пловећи за Триполи. Током мисије избегавају ваздушни и подморнички напад торпедима. 7. фебруара конвој без оштећења стиже у Триполи. 13. априла Премуда и један торпиљер испловљавају за Палермо чинећи пратњу једном конвоју од два теретна брода. Следећег дана британска подморница торпедовала је и потопила један теретни брод, а разарач Премуда је покупио преживеле.
Од 21. до 23. фебруара разарач Премуда учествује у мисији „К7”, која је за циљ имала да до Либије истовремено спроведе два конвоја, једна из града Месине и један с Крфа. У обезбеђивању конвоја учествовали су: један бојни брод, три крстарице, 17 разарача и два торпиљера, а ваздушну подршку чинили су немачки тешки ловци. Оба конвоја су неоштећена стигла до Триполија.
11. маја разарач Премуда испловљава из Напуља како би заједно с четири торпиљера био пратња једном конвоју који се кретао за Либију. На једном од теретних бродова избио је квар па се окренуо назад за Италију, а разарач Премуда је одвојен како би му чинио пратњу. Остатак конвоја је неоштећен стигао до Либије.
8. јуна разарач Премуда и разарач Усодимаре учествују у мисији заштите конвоја који се крећу ка Либији. Једна италијанска подморница, необавештена о том конвоју, испаљује три торпеда на разараче. Торпеда су промашила Премуду али су погодила и преполовила на пола суседни разарач Усодимаре, конвој је сместа отишао у Палермо.
Разарач Премуда учествује у операцији Харпун, од 12. до 15. јуна 1942. године. Циљ операције био је да се пресретне британски конвој који се кретао из Гибралтара. Италијанске снаге биле су сачињене од: 7. Дивизије крстарица (две лаке крстарице), 10. Ескадре разарача (три разарача) и 14. Ескадре разарача (два разарача), а њима је командовао контраадмирал Алберто да Зара. Британци су имали више бродова од Италијана: 2 носача авиона, 1 бојни брод, 4 лаке крстарице, 17 разарача, 1 минополагач, 4 миноловца, 6 торпедних чамаца који су пратили конвој сачињен од 6 теретних бродова.
У зору 15. јуна код острва Пантелерија одиграла се већа поморска битка. Три разарача 10. Ескадре разарача, међу њима и Премуда, налазили су се на челу формације. Када су наишли на британски конвој, разарач Премуда је први отворио паљбу на теретни брод који је био на челу британског конвоја. Гранате су пале врло близу теретног брода, али га нису погодиле. Потом се развила битка; четири британска разарача излазе из конвоја, а разарач Премуда отвара ватру на њих.
Британски разарачи праве димну завесу како би заштитили конвој. Потом, услед димне завесе, Премуда отвара паљбу на британску лаку крстарицу и погађа је. Потом се и лака крстарица скрива у димној завеси. Британски бродови погађају и тешко оштећују италијански разарач Вивалди и проузрокују пожар на њему те овај постаје непокретан. Разарач Премуда извлачи непокретног Вивалдија и тегли га у пратњи разарача Малочело до острва Пантелерија. Иако су Британци били надмоћнији, ипак су имали веће губитке од Италијана: два потопљена разарача, четири потопљена трговачка брода, а две лаке крстарице, три разарача, један трговачки брод и један минополагач су били оштећени. Погинуло је преко 100 Британаца, а Италијани су из мора покупили и заробили 216 британских војника. Италијани су имали један оштећен разарач и 29 оборених авиона. Током ове битке, разарач Премуда је испалио 168 граната из топова Шкода 140 mm.
Од 6. јануара до 7. фебруара 1943. године разарач Премуда, заједно с још 13 италијанских разарача, учествује у превозу трупа из Сицилије за Тунис и из Туниса за Сицилију. Од 9. фебруара до 22. марта Премуда учествује у још две транспортне операције евакуација трупа силе Осовине из Туниса.
Разарач Премуда је 17. јула у Лигурском мору доживео озбиљно оштећење погонских машина, услед њиховог неодржавања. Брод је отегљен у Ђенову како би се тамо извршила поправка и ремонт на главном котлу и погонским машинама. Такође, утврђено је да су залихе муниције за топове Шкода 140 mm, које су заробљене још у Југославији 1941. године, услед интензивне употребе потрошене и ако се намерава даље коришћење брода у борбеним мисијама, треба извршити замену топова главне артиљерије. Требало је монтирати италијанске топове 135 mm, предвиђене за италијанске брзе лаке крстарице.
Краљ Виторио Емануеле III, 25. јула 1943. године, одузима Мусолинију мандат премијера и наређује његово хапшење. Краљ на место новог премијера поставља маршала Пјетра Бадоља. Краљевина Италија 3. септембра исте године потписује капитулацију, која ће бити објављена 8. септембра. Дана 13. октобра исте године, Италија објављује рат Немачкој.
Немачка војска 9. септембра 1943. године заробљава све италијанске бродове који су се нашли у лукама у којима су Немци имали приступ. Међу заробљеним бродовима, нашао се и разарач Премуда (бивши Дубровник) који је био на ремонту у Ђенови.
Разарач Дубровник је у италијанској служби узео је учешће у укупно 136 борбених задатака, од тога 57 задатака пратње конвоја и 14 транспортних задатака. Разарач Дубровник је током службовања у италијанској морнарици прешао нешто мање од 60.000 km. Овакво интензивно коришћење разарача Дубровник, при оскудевању с резервама нафте и без одржавања погонског комплекса, говори колико је сам брод био поуздан и економичан. Такође, требало би напоменути, да је разарач Дубровник, поред тога што је у ЈКМ био највећи и најмоћнији разарач, такође био један од највећих и најзначајнијих италијанских разарача током Другог светског рата.
Од октобра 1941. све до маја 1943. разарачем Премуда командовао је капетан фрегате Марио Барталеси.

### Служба уКригсмарине
У немачкој ратној морнарици (Кригсмарине), разарач добија име ТА32 (Torpedobood, Ausland, Nr. 32 - Торпедни брод из иностранства, Број 32). Овим именом брод је „деградиран”, тј. „ражалован” с разарача у торпиљер.
Будући да су Немци заробили брод у тренутку пре него су Италијани монтирали своје топове 135 mm, одлучили су да га преуреде у брод за ноћно навођење авиона Луфтвафеа. Немци су на командном мосту уградили радар ФуМО21, скинули су крмени јарбол, а на његово место су монтирали радар „Фреја”. Монтирали су три једноцевна топа 105 mm (два на прамцу, једна на крми), оставили су ПА топове Бреда 20 mm, а уместо двоцевног топа 37 mm монтирали свој ПА топ 37 . Демонтирана су два италијанска троцевна торпедна апарата и планирали су да монтирају своја два двоцевна торпедна апарата, али се од тога одустало и враћен је један троцевни торпедни апарат 533 mm.
Међутим, услед недостатка ратних бродова за борбена дејства, одлучено је да се разарач додатно опреми како би био способан за борбене акције; радар „Фреја” је уклоњен, а на његово место монтиран је четврти топ 105 mm, а противавионско наоружање је знатно појачано - дуж читаве палубе простирали су се „начичкани” ПА топови: четири двоцевна и два једноцевна топа 37 mm (укупно 10), седам четвороцевних и четири двоцевна топа 20 mm (укупно 36). Такође је монтирана нова, немачка, радио-опрема и шине за полагање мина. Посаду чинило је укупно 220 људи.
Разарач ТА32 је под командом капетан-лајтнанта (поручника бојног брода) Емила Копке 18. августа 1944. године уврштен у састав 10. Торпедне флотиле. 10. Торпедна флотила, патила је од недостатка борбених бродова, тако да се у тренутну увођења разарача ТА32 у њу, флотила састојала само од торпиљера ТА24, ТА29 (бивши италијански торпиљери) и новоуведеног разарача ТА32, који је био највећи брод у овој флотили. Командант флотиле био је капетан корвете фон Гарцен. 10. Торпедна флотила оперисала је у Лигурском и Тиренском мору. Током августа 1944. године, 10. Торпедна флотила интензивно је коришћена у мисијама извиђања, артиљеријског гађања савезничких трупа на италијанској обали и обезбеђивања конвоја. Крајем августа исте године, разарач ТА32 вршио је артиљеријско гађање савезничких положаја на италијанској обали, код ушћа реке Серкјо у море. Почетком септембра савезничка авијација је тешко бомбардовала Ђенову, притом, оштетивши један разарач и један торпиљер. Током ноћи 1. и 2. октобра, ТА32 заједно с ТА24 и ТА29 врши извиђање у Ђеновском заливу. Бродови су наишли на један британски разарач и торпедовали га. Британски разарач је успешно избегао торпеда и артиљеријском ватром оштетио ТА29 после чега се флотила повлачи у Ђенову.
У новембру 1944. године, нови командант флотиле постао је капетан корвете Буркхарт. Почетком следеће године, услед све већег недостатка у гориву, бродови нису могли да се користе тако интензивно. Дана 18. марта 1945. године, флотила је увече испловила како би поставила мине у Лигурском мору. Те ноћи, ТА32 је положио 76 мина. У једном тренутку, упркос радару, ТА32 губи контакт с остатком флотиле, али како не би нарушио радио-тишину, не обавештава команданта флотиле који се налазио на ТА24. Близу северозападне обале Корзике, флотилу су напала три британска разарача. Британски разарачи су гранатама и торпедима тешко оштетили торпиљере ТА24 и ТА29 који су убрзо и потонули. Најјачи и највећи брод у флотили, разарач ТА32, остао је по страни, опаливши само пар граната и изврши торпедни напад на непријатеља, али без резултата. Британски разарчи се потом повлаче. Разарач ТА32 успео је да се с мањим оштећењима извуче и врати у луку.  Британци су из мора покупили 244 преживала члана посада ТА24 и ТА29, а међу њима и капетана корвете Буркхарта. Командант разарача ТА32, капетан-лајтнант Емил Копка, постаје вршилац дужности команданта 10. Торпедне флотиле. Битка у Лигурском мору била је последња акција површинске флоте немачке Кригсмарине.
Немци су пред сам крај рата, услед тоталног расула и пропасти Трећег рајха, како не би пао у руке савезника, 24. априла 1945. године, приликом повлачења из града Ђенове, минирањем потопили разарач ТА32. Истовремено, Немци су потопили и разарач ТА31 који се затекао у луци на поправци.
Олупина разарача ТА32 (бившег Дубровник) остаће све до 1950. године на дну луке Ђенове. Након Другог светског рата, током пролећа 1950. године, Италијани су разарач Дубровник подигли с дна ђеновљанске луке. Потом су разарач отеглили у локално резалиште где је брод разрезан. Остаци од резања бачени су у старо гвожђе.

## Команданти
Као и свака друга јединица, и Дубровник је имао више команданата, с тим, што су Дубровником командовали и савезнички и осовински официри.
- Краљевина Југославија:
  - Капетан бојног брода Армин Павић (29. фебруар 1932 - 3. новембар 1933)
  - Капетан бојног брода Владимир Шашкијевић (3. новембар 1933 - 17. април 1941)
- Краљевина Италија: [а]
  - Капетан фрегате Марио Барталеси (октобар 1941 - мај 1943)
- Нацистичка Немачка: [б]
  - капетан-лајтнант Емил Копкa (август 1944 - март 1945)

## Занимљивости
- Приликом повратка с дипломатског крстарења краља Александра I октобра 1933. године, у часопису „Јадранска стража”, разарач Дубровник и његова посада добили су надимак „Краљевски кочијаши”.[1]

- По Вашингтонској (1922), касније и по Првој Лондонској поморској конференцији (1930), разарач Дубровник спадао је у лаке крстарице. Максималан стандардни депласман за разараче износио је 1850 империјалних тона (1880 метричких тона), а Дубровник је имао стандардни депласман већи од тога (1910 метричких тона). Такође, по Вашингтонској и Првој Лондонској поморској конференцији, максималан калибар главне артиљерије за разараче био је 130 mm (за француске контра-торпиљере 138,6 mm), а разарач Дубровник је имао калибар главне артиљерије 140 mm. Сходно овоме, приликом посете краља Александра I Француској, амерички, енглески и француски медији који су преносили вест о атентату на југословенског краља, говорили су да је краљ Александар I у Марсељ стигао на „(лакој) крстарици” Дубровник.
- На дан поласка за Марсељ, 6. октобра 1934. године, посада разарача Дубровник је у 15.00 часова приметила један торпедо који је плутао водом. Највишом дозволом, разарач је скренуо с курса и пришао торпеду и посада је дигла торпедо на палубу. Торпедо је био британски, типа Р. Н. Т. Ф, са маневарском главом, а на њој је писало „D-65”. Краљ Александар I је с нарочитим интересовањем посматрао хватање, дизање, утврђивање порекла и процес конзервирања торпеда.[9]
- По оригиналном плану, што је у ранијем делу текста већ споменуто, на разарач Дубровник је требало уградити лансирну рампу (катапулт) за хидроавионе. У то време било је незамисливо да разарачи носе хидроавионе на себи.
- Иако је италијанска морнарица била огромна, није се прославила изградњом великих разарача. Разарач Дубровник је био највећи италијански разарач све док Италијани нису заробили два француска велика разарача класе Гепард који су од Дубровника били већи.
- Дубровник је био најважнији и најефективнији италијански брод-ратни плен Другог светског рата.
- Међу италијанским морнарима на разарачу Премуда кружиле су приче, попут легенди, да је Премуда учествовао у потапању аустроугарског бојног брода Сент Иштван 1918. године. Разлог настанка ових легенди је тај што су италијански морнари побркали Дубровник с једним другим италијанским разарачем који је пре њега носио име "Премуда" - након Првог светског рата као ратни плен Италија је добила један немачки разарач који је назван Премуда у част потапања Сент Иштвана код острва Премуда (а не зато што је учествовао у самом потапању). Тај разарач је пред Други светски рат изрезан, а име "Премуда" је касније добио разарач Дубровник.
- Током службовања у Кригсмарине, иако погонски комплекс није одржаван, услед његове саме поузданости, разарач ТА32 (бивши Дубровник) је и даље успевао да плови брзином већом од 30 чворова.[1]

## Галерија
- Цртеж профила разарача Дубровник.
- Цртеж профила разарача Премуда.
- Цртеж профила разарача ТА32.
- Разарач Дубровник у Тивту, 14. јул 1932. године.
- Разарач Дубровник плови ка Боки, јул 1932. године.
- Разарач Дубровник плови по Бококоторском заливу.
- Краљ Александар I на разарачу Дубровник у Зеленици при поласку за Француску 6. октобра 1934.
- Цртеж разарача Дубровник на доплатној маркици Јадранске страже.